# Jenis av Rana

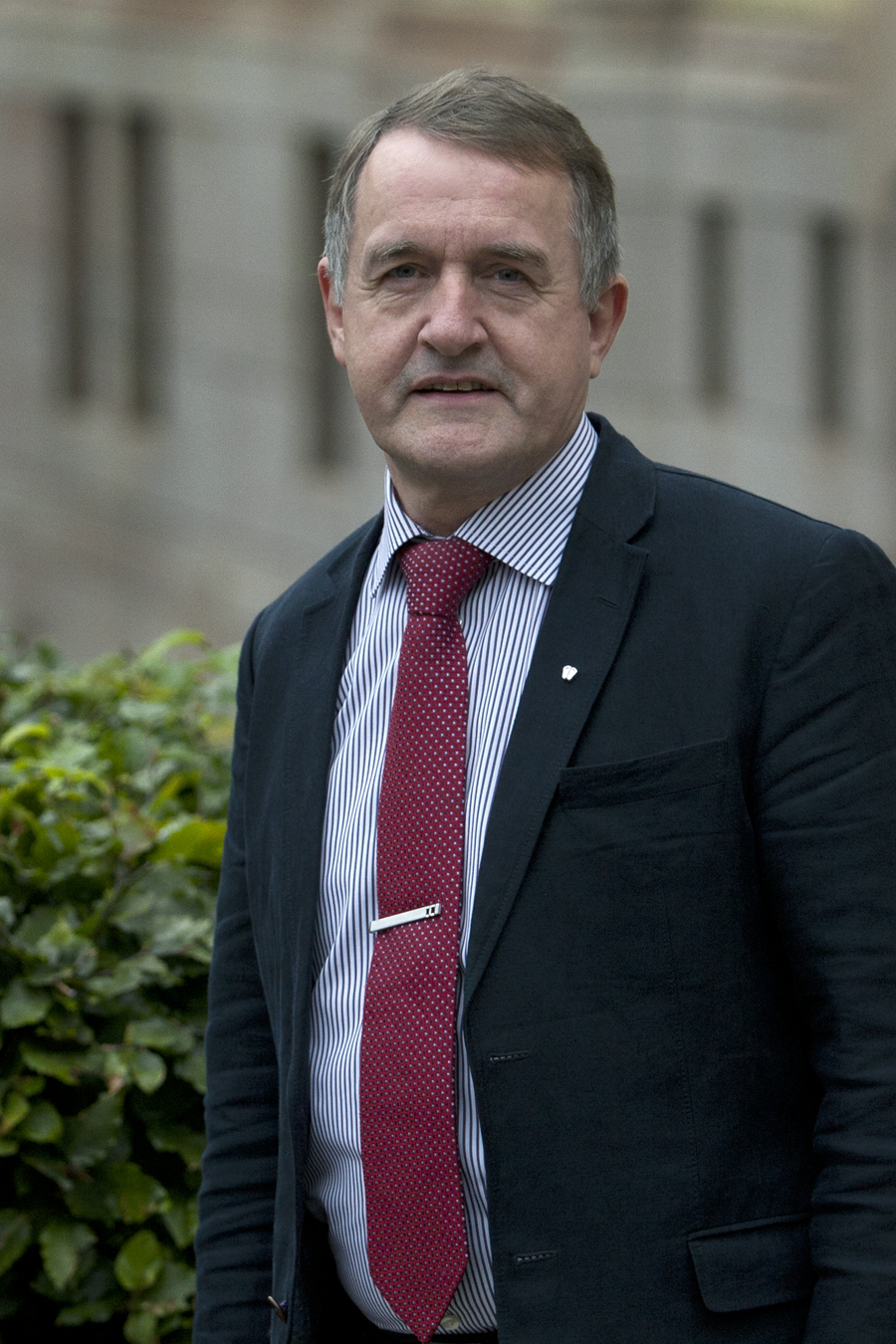
Jenis av Rana

Jenis Kristian av Rana (* 7. Januar 1953 in Trongisvágur) ist ein färöischer Arzt und Prediger sowie Politiker der christlich-konservativen Zentrumspartei (Miðflokkurin). Er ist Vorsitzender seiner Partei und sitzt als Abgeordneter im Løgting.

## Beruf
Jenis av Rana arbeitete zunächst von 1972 bis 1974 als Hilfslehrer in Tvøroyri und Froðba auf der Südinsel. Danach nahm er ein Medizinstudium in Aarhus auf, das er im Jahr 1983 abschloss. Seit 1991 bzw. 1995 ist er als Facharzt für Allgemeinmedizin bzw. Gemeindearzt (kommunulækni) in Torshavn tätig.

## Politik
Ursprünglich war Jenis av Rana Mitglied des Kristiligi Fólkaflokkurin, aus dem er jedoch 1992 austrat, um mit anderen den Miðflokkurin zu gründen. Von 1993 bis 1996 saß er als Mitglied des Uttanflokkalistin im Stadtrat von Torshavn.
Im Juli 1994 wurde er erstmals für den Miðflokkurin ins Løgting gewählt. Im Laufe seiner über zwanzigjährigen Parlamentszeit hat er in zahlreichen Ausschüssen mitgearbeitet. Weiterhin war er von 1994 bis 2008 Mitglied der färöischen Delegation im Westnordischen Rat sowie Mitglied der färöischen Delegation im Nordischen Rat von 2002 bis 2004 sowie von 2008 bis 2011.
Jenis av Rana war bereits von 1994 bis 1997 Vorsitzender seiner Partei. Seit 2008 hat er wieder den Parteivorsitz inne.

## Positionen
Für Jenis av Rana stehen Gottes Wille, bibeltreues Leben und christliche Werte an oberster Stelle. Daraus ergibt sich alles andere. Selbstbestimmte Schwangerschaftsabbrüche, Sterbehilfe und praktizierte Homosexualität werden von seiner Partei als Verstoß gegen Gottes Willen eingestuft. Jenis av Rana war daher auch zusammen mit Bill Justinussen einer der profiliertesten Gegner des Antidiskriminierungsgesetzes der Färöer, das Ende 2006 beschlossen wurde. Dementsprechend lehnt er auch die eingetragene Partnerschaft für Gleichgeschlechtliche ab und weigerte sich im September 2010 an einem Essen teilzunehmen, das anlässlich des Besuches der isländischen Ministerpräsidentin Johanna Sigurdardottir gegeben wurde. Diese kam zusammen mit ihrer lesbischen Lebenspartnerin. Sie hatten im Juni 2010 geheiratet. Jenis av Rana meinte, seine Teilnahme würde eine Beziehung unterstützen, die gegen die Natur sei, von der Bibel verurteilt würde und im Widerspruch zum Programm seiner Partei stünde. Im Jahr 2022 erregte Jenis erneut negative Aufmerksamkeit, als er öffentlich erklärte, Søren Pape, Chef der Konservativen Volkspartei, nicht in das Amt des dänischen Staatsministers wählen zu wollen, weil dieser homosexuell sei. Jenis’ Äußerungen stießen auf breiten Widerspruch.

## Familie
Jenis av Rana ist der Sohn von Aslaug und Dánjal av Rana. Verheiratet ist er mit Anna, geb. Absalonsen. Die Familie lebt in Torshavn.